# Oh Ha-na
Dans ce nom coréen, le nom de famille, Oh, précède le nom personnel.
Oh Ha-na, née le 8 janvier 1985 à Seongnam, est une escrimeuse sud-coréenne spécialiste du fleuret.

## Carrière
Elle est médaillée de bronze en fleuret par équipes aux Jeux olympiques de Londres en 2012 avec Nam Hyun-hee, Jeon Hee-sook et Jung Gil-ok.